# 咽頭化
咽頭化（いんとうか）とは、調音の際に舌根の咽頭への接近によって咽頭の狭まりを伴うことをいう。国際音声記号(IPA)では補助記号[ˤ]を用いて[tˤ]のように表記する。
アラビア語におけるいわゆる強調音（ص /sˤ/, ض /dˤ/, ط /tˤ/, ظ /ðˤ/）は、子音が咽頭化もしくは軟口蓋化したものとされる。

## 言語例
- アラビア語
- ウビフ語（コーカサス諸語の一つ）
- ツァフル語（コーカサス諸語の一つ）